# The Prison Panic
The Prison Panic est un court métrage de la série Oswald le lapin chanceux, produit par le studio Robert Winkler Productions et sorti le 30 avril 1930.

## Fiche technique
- Titre  : The Prison Panic
- Série : Oswald le lapin chanceux
- Réalisateur : Walter Lantz
- Scénario : Walter Lantz
- Animateur : Ray Abrams, Clyde Geronimi, Manuel Moreno, William Nolan
- Producteur : Walter Lantz
- Production : Walter Lantz Productions
- Distributeur : Universal Pictures
- Date de sortie : 30 avril 1930[1]
- Musique: David Broekman
- Format d'image : Noir et Blanc
- Langue : (en)
- Pays :  États-Unis